# Diolcogaster tearae
Diolcogaster tearae är en stekelart som först beskrevs av Wilkinson 1929.  Diolcogaster tearae ingår i släktet Diolcogaster och familjen bracksteklar. Inga underarter finns listade i Catalogue of Life.